# Ułamek dziesiętny nieskończony
Ułamek dziesiętny nieskończony – zapis liczby rzeczywistej {\displaystyle a} za pomocą szeregu liczbowego w postaci:
{\displaystyle a=\pm \left(a_{0}+{\frac {a_{1}}{10}}+{\frac {a_{2}}{10^{2}}}+{\frac {a_{3}}{10^{3}}}+\dots \right),}
gdzie {\displaystyle a_{0},a_{1},a_{2}\dots } są liczbami naturalnymi, przy czym {\displaystyle 0\leqslant a_{0}} oraz {\displaystyle 0\leqslant a_{n}\leqslant 9} dla {\displaystyle n=1,2,\dots }
Symbol „{\displaystyle \pm }” zastępuje się znakiem „{\displaystyle -}”, gdy {\displaystyle a} jest ujemne, w przeciwnym razie opcjonalnie pomija się go lub zastępuje się znakiem „{\displaystyle +}”.
Zapis liczby dodatniej {\displaystyle a} w postaci ułamka dziesiętnego nieskończonego nazywa się rozwinięciem dziesiętnym liczby {\displaystyle a} i przedstawia się go jako:
{\displaystyle a_{0}\,,\,a_{1}a_{2}a_{3}\dots }
Tutaj {\displaystyle a_{1},a_{2},a_{3}\dots } są cyframi rozwinięcia dziesiętnego, a przecinek (separator) oddziela część całkowitą (cechę) {\displaystyle a_{0}} liczby {\displaystyle a} od jej mantysy.

## Przykłady
{\displaystyle 2{\frac {1}{7}}=2{,}142857142857142857142\ldots }
{\displaystyle 1=1{,}0000\ldots =0{,}99999\ldots } (zobacz na temat liczby 0,99999...)
{\displaystyle -{\frac {3}{8}}=-0{,}3750000\ldots =-0{,}3749999\ldots }
{\displaystyle {\sqrt {7}}=2{,}645751311\ldots }
{\displaystyle \pi =3{,}141592653589793238462\ldots }
{\displaystyle 1{\frac {41}{99}}=1{,}414141\ldots }

## Własności
Każdy ułamek dziesiętny nieskończony przedstawia liczbę rzeczywistą i odwrotnie, każdą liczbę rzeczywistą można przedstawić w postaci ułamka dziesiętnego nieskończonego.
Rozwinięcie liczby rzeczywistej w ułamek dziesiętny nieskończony jest jednoznaczne, z wyjątkiem sytuacji opisanych poniżej.
Jeżeli w rozwinięciu dziesiętnym liczby {\displaystyle x\neq 0,} poczynając od pewnego miejsca, występuje tylko cyfra 0, to zmniejszając ostatnią niezerową cyfrę rozwinięcia o 1 i zastępując wszystkie następne cyfry 0 cyframi 9, otrzyma się inne przedstawienie liczby {\displaystyle x} w postaci ułamka dziesiętnego nieskończonego.
Podobnie, jeżeli w rozwinięciu dziesiętnym liczby {\displaystyle x,} poczynając od pewnego miejsca, występuje wyłącznie cyfra 9, to zwiększając o 1 ostatnią cyfrę rozwinięcia różną od 9 i zastępując wszystkie następne cyfry 9 cyframi 0, otrzyma się inne przestawienie liczby {\displaystyle x} w postaci ułamka dziesiętnego nieskończonego.
Rozwinięcie dziesiętne nazywa się normalnym, jeżeli nieskończenie wiele cyfr jest różnych od 9. Każda liczba rzeczywista ma jedno i tylko jedno rozwinięcie dziesiętne normalne.

### Algorytm rozwijania liczby w ułamek dziesiętny
Poniższy algorytm pozwala wyznaczyć liczby {\displaystyle a_{0},a_{1},a_{2},\dots } dla danej liczby rzeczywistej {\displaystyle x.}
Niech {\displaystyle |z|} oznacza wartość bezwzględną, a {\displaystyle [z]} część całkowitą liczby {\displaystyle z.}
1. {\displaystyle b_{0}=|x|,\quad a_{0}=[b_{0}],}
2. {\displaystyle b_{i}=10\cdot (b_{i-1}-a_{i-1}),\quad a_{i}=[b_{i}]\quad {\mbox{dla }}i\geqslant 1.}

liczba {\displaystyle a_{0}} jest częścią całkowitą liczby |x|, liczby następne spełniają {\displaystyle 0\leqslant a_{i}\leqslant 9} i są kolejnymi cyframi rozwinięcia.
Dla liczby {\displaystyle \pi } mamy:
1. {\displaystyle b_{0}=\pi ,a_{0}=3,}
2. {\displaystyle b_{1}=1{,}41592653589793238462\dots ,a_{1}=1,}
3. {\displaystyle b_{2}=4{,}1592653589793238462\dots ,a_{2}=4}

itd.

## Ułamek dziesiętny skończony
Jeżeli w nieskończonym rozwinięciu dziesiętnym liczby {\displaystyle x} od pewnego miejsca występuje wyłącznie cyfra 0 (patrz: uwaga wyżej), to na ogół zera te się opuszcza, otrzymując rozwinięcie dziesiętne skończone, a ułamek taki nazywa się ułamkiem dziesiętnym skończonym.
Jest to możliwe jedynie wtedy, gdy {\displaystyle x} jest liczbą wymierną {\displaystyle x=p/q,} przy czym {\displaystyle q=2^{k}\cdot 5^{l},} gdzie {\displaystyle k} i {\displaystyle l} są liczbami naturalnymi.
Na przykład: 17,29450000... = 17,2945 = 34589/2000 = 34589/(24 · 53).
{\displaystyle q=2^{k}\cdot 5^{l}} wynika z rozkładu na czynniki pierwsze podstawy systemu liczbowego {\displaystyle 10=2\cdot 5.}
Na przykład ułamek dziesiętny o skończonym rozwinięciu {\displaystyle 1/(2^{1}\cdot 5^{1})=1/10=0.1_{(10)}} w systemie dwójkowym ma dwójkowe rozwinięcie okresowe: {\displaystyle 0.0001(0011)_{(2)}.} Natomiast dzisiętny ułamek {\displaystyle 1/(2^{2}\cdot 5^{0})=1/4=0.25_{(10)}} w systemie dwójkowym ma skończone rozwinięcie dwójkowe: {\displaystyle 0.01_{(2)}.}

## Ułamek dziesiętny okresowy
Jeżeli poczynając od pewnego miejsca, ciąg kolejnych cyfr ułamka dziesiętnego nieskończonego jest okresowy, to ułamek nazywa się ułamkiem dziesiętnym nieskończonym okresowym lub krótko ułamkiem okresowym. Obrazowo – ułamek okresowy to taki ułamek, w którym od pewnego miejsca pewien blok cyfr powtarza się kolejno „w nieskończoność”. Na przykład:
13,54545454… – od pierwszego miejsca po przecinku powtarza się blok „54”,
2,907645645645… – od czwartego miejsca po przecinku powtarza się blok „645”.
W Polsce zwykło się obejmować okres nawiasem
13,(54)
2,907(645)
natomiast w anglojęzycznej literaturze używa się nadkreślenia
13.54
2.907645
Ułamek dziesiętny skończony jest szczególnym przypadkiem ułamka dziesiętnego okresowego, gdyż można go uzupełnić nieskończonym ciągiem zer. Na przykład:
2,71 = 2,7100000… – od trzeciego miejsca po przecinku powtarza się blok „0”.
Zachodzi ważne twierdzenie:

Każdy ułamek okresowy (skończony lub nieskończony) przedstawia liczbę wymierną. Na odwrót, każda liczba wymierna ma przedstawienie okresowe – skończone albo nieskończone.

Zatem każdy ułamek, który nie jest okresowy, przedstawia liczbę niewymierną. Na przykład liczba 0,1234567891011121314… (wypisane kolejno cyfry kolejnych liczb naturalnych zapisanych dziesiętnie) jest niewymierna.

### Algorytm zamiany ułamka okresowego na zwykły
Dana jest liczba u = 23,61709709709… Oto jak można wyznaczyć odpowiadający jej ułamek zwykły:
1. oblicz 100u = 2361,709709… – przesuń przecinek do początku okresu
2. oblicz 100000u = 2361709,709709… – przesuń przecinek do początku okresu w innym miejscu
3. oblicz 100000u – 100u = 2361709,709709… – 2361,709709… = 2359348 = 99900u – części po przecinku zredukują się wzajemnie
4. wylicz u = 2359348/99900.

Kolejny przykład: u = 0,031313131…
1. oblicz 10u = 0,313131… – przesuń przecinek do początku okresu
2. oblicz 1000u = 31,313131… – przesuń przecinek do początku okresu w innym miejscu
3. oblicz 1000u – 10u = 31,313131… – 0,313131… = 31 = 990u – części po przecinku zredukują się wzajemnie
4. wylicz u = 31/990.

## Rozwinięcia na ułamki o dowolnej podstawie
Jeżeli {\displaystyle g} jest liczbą naturalną i {\displaystyle g>1,} to każdą dodatnią liczbę rzeczywistą {\displaystyle a} można analogicznie przedstawić za pomocą szeregu liczbowego:
{\displaystyle a=a_{0}+{\frac {a_{1}}{g}}+{\frac {a_{2}}{g^{2}}}+{\frac {a_{3}}{g^{3}}}+\dots }
gdzie {\displaystyle a_{0},a_{1},a_{2}\dots } są liczbami naturalnymi oraz {\displaystyle 0\leqslant a_{n}\leqslant g-1} dla {\displaystyle n=1,2,\dots }
Liczby {\displaystyle a_{1},a_{2},\dots } nazywają się cyframi rozwinięcia danej liczby w systemie o podstawie {\displaystyle g.} Potocznie systemy takie określa się przymiotnikami pochodnymi od nazwy liczby {\displaystyle g,} na przykład: system dwójkowy albo binarny (o podstawie 2), ósemkowy albo oktalny (o podstawie 8), szesnastkowy albo heksadecymalny (o podstawie 16), dwudziestkowy (o podstawie 20), sześćdziesiątkowy (o podstawie 60) itp.
Rozwinięcie o podstawie g nazywa się normalnym, jeżeli nieskończenie wiele cyfr jest różnych od {\displaystyle g-1.} Każda liczba rzeczywista ma jedno i tylko jedno rozwinięcie normalne o danej podstawie.

## Literatura dodatkowa
- Grigorij Fichtenholz, Rachunek różniczkowy i całkowy, t. 1, Warszawa, Państwowe Wydawnictwo Naukowe, 1962.